# 島原南インターチェンジ
島原南インターチェンジ（しまばらみなみインターチェンジ）は、長崎県島原市にある島原道路のインターチェンジである。なお、当IC-島原IC間は、島原中央道路に指定されている。

## 道路
- 島原道路

## 接続する道路
- 国道251号

## 歴史
- 1993年11月 : 島原深江道路・起点-当IC間 着工開始
- 1997年4月 : 島原中央道路・当IC-島原IC間 都市計画決定
- 1999年2月20日 : 島原深江道路・起点-当IC (4.6km)間開通とともに供用開始
- 2001年4月 : 島原中央道路・当IC-島原IC間 事業化
- 2007年3月 : 島原中央道路・当IC-島原IC間 着工開始
- 2012年10月8日 : 島原中央道路・当IC-島原IC (4.5km)間開通

## 隣
島原道路
中安徳IC - 島原南IC - 島原外港IC